# Exaucée Kizinga
 (octobre 2021).
Exaucée Kizinga est une footballeuse internationalle congolaise qui évolue comme ailier gauche et arrière gauche au Newcastle United Jets FC.

## Biographie

### Carrière internationale
Kizinga est sélectionnée avec la RD Congo au niveau senior lors du tournoi de qualification olympique féminin de la CAF 2020 (troisième tour).